# Edney Silvestre
Pour les articles homonymes, voir Silvestre.
Edney Silvestre, né le 27 avril 1950  à Valença dans l'État de Rio de Janeiro, est un journaliste et écrivain brésilien.

## Biographie
Fils d’une dentellière et d’un marchand de légumes, il devient journaliste et, en 1991, le correspondant à New York du journal O Globo, puis le correspondant international de TV Globo.
Un des 100 Brésiliens les plus influents selon le magazine Época, Edney Silvestre a remporté les prix Jabuti et São Paulo de Littérature du meilleur roman de l'année 2010 avec son premier roman, Si je ferme les yeux maintenant.
Silvestre a participé à plusieurs événements littéraires au Brésil (Festa Literaria Internacional de Paraty/FLIP;  Biennale du livre de Rio de Janeiro: Fliporto (Recife) et à l'étranger (Hay-on-Wyes au Pays de Galles, la Foire internationale du livre de Belgrade en Serbie, Winternachten aux Pays-Bas, Foire internationale du livre de Guadalajara au Mexique), la Foire de Francfort en Allemagne, et le Salon du livre à Paris (2015).
Si je ferme les yeux maintenant a été publié en France, Grande-Bretagne, l'Allemagne, Portugal, l'Italie, Serbie et Pays-Bas.
Son deuxième roman, Le bonheur est facile, raconte l'enlèvement d'un enfant et la relation de ce crime avec la corruption à l'époque du président Fernando Collor. 
Son troisième roman, Vies provisoires, raconte la saga de deux jeunes expatriés brésiliens, séparés dans le temps et la géographie, qui subissent les conséquences de la dictature militaire et l'âge du chaos économique.
Un autre expatrié, la Brésilienne Maggie, est le personnage central du quatrième roman de Silvestre, Bonne nuit à tous.
Le nouveau livre d'Edney Silvestre, Bienvenue à Copacabana et autres histoires, est divisé en trois parties (« À Rio de Janeiro », « Au-delà de Rio » et « Retour à Rio de Janeiro »). L’œuvre se compose de vingt histoires qui se passent à des endroits aussi disparates que Copacabana, Oman en Jordanie, New York, Paestum en Italie, etc., reliés par des thèmes de non-conformité, l'expatriation, solitude.

## Œuvres traduites en français
- Si je ferme les yeux [Se eu fechar os olhos agora], trad. d’Hubert Tézenas, Paris, Éditions Belfond, coll. « Littérature étrangère », 2013, 300 p.  (ISBN 978-2-7144-5210-8)[3]
- Le bonheur est facile [A felicidade è fácil], trad. d’Hubert Tézenas, Paris, Éditions Belfond, coll. « Littérature étrangère », 2014, 190 p.  (ISBN 978-2-7144-5376-1)[4]